# Cho So-hyun
Cho So-hyun (조소현?; 24 giugno 1988) è una calciatrice sudcoreana, centrocampista del Birmingham City e della nazionale sudcoreana, della quale è anche capitana.

## Carriera

### Club
Cho fin da giovanissima coltiva la passione per il calcio, affiancando la sua attività sportiva con quella scolastica giocando per le squadre di calcio femminile rispettivamente di Seolbong Middle School, Hyundai Senior High School e infine allo Yeoju Institute of Technology, università a indirizzo tecnico. Nel WK League draft tenutosi il 7 novembre 2008, è una delle due prime scelte selezionate dal Suwon UDC, squadra che da neoiscritta al campionato ha la facoltà di nominare due atlete invece che solo una. Alla sua prima stagione con il club di Suwon Cho è diventata, assieme all'attaccante Jeon Ga-eul e al difensore Shim Seo-yeon, una delle giocatrici più importanti.
Alla sua prima stagione la squadra non riesce a essere sufficientemente competitiva e con 4 vittorie, 3 pareggi e sconfitte 13, chiude il campionato con 15 punti e al 6º, e ultimo, posto. Qui rimane una seconda stagione, contribuendo al grande miglioramento delle prestazioni complessive della squadra che da outsider, dopo essere giunta al secondo posto nella stagione regolare di WK League 2010, gioca la doppia finale per l'assegnazione del titolo, vincendole entrambe sulle avversarie dello Hyundai Red Angels e laureandosi campione della Corea del Sud, primo titolo per lei e per il club.
Nel 2011 Cho So-hyeon si è trasferita allo Hyundai Steel Red Angels insieme a Jeon Ga-eul, giocando già le sue prime due stagioni ai massimi livelli del campionato, passato da quella stagione alla formula a 8 squadre. Nella prima ha contribuito a raggiungere il 2º posto nella stagione regolare per poi accedere alla seconda fase e, superato qui le vecchie compagne del Suwon UDC alle semifinali, giocarsi il titolo in finale, perdendola, con il Goyang Daekyo Kangaroos. Nel successivo campionato vengono ripetute le prestazioni per la corsa al titolo, 2º posto nella stagione regolare, accesso alla seconda fase e, dopo aver superato per 3-2 il Hwacheon KSPO in semifinale, cedere il titolo nuovamente al Goyang Daekyo, ora sponsorizzato Noonnoppi, dopo la doppia finale conclusa prima 3-0 per le avversarie e poi pareggiata 1-1 al ritorno.
Nelle tre stagioni successive Cho condivide con le compagne la conquista sia del 1º posto nella stagione regolare che la conquista per tre anni consecutivi del titolo di campione di Corea del Sud, 2013, 2014 e 2015.
Il 29 gennaio 2016 Cho firma il suo primo contratto estero, trasferendosi, con la formula del prestito, in Giappone all'INAC Kobe Leonessa, squadra dove veste la maglia numero 16. Fa il suo debutto in Nadeshiko League Division 1, l'allora denominazione del livello di vertice del campionato giapponese, il 26 marzo, alla 1 giornata, nella vittoria casalinga per 3-1 sullo Konomiya Speranza Osaka Takatsuki. Per i suoi primi gol con la nuova maglia deve attendere l'11 giugno di quell'anno, segnando una doppietta nella vittoria in trasferta per 6-0 contro il Konomiya Speranza Osaka-Takatsuki nella Nadeshiko League Cup. Il 25 dicembre, nel corso della finale di Coppa dell'Imperatrice 2016, è la terza tra le rigoriste scelte nell'ultimissima fase della partita con l'Albirex Niigata dopo che questa era terminata in parità e a reti inviolate ai tempi supplementari e, andando a segno in quell'occasione, contribuisce alla vittoria suggellata dall'ultima rete di Rika Masuya a sollevare per la sesta volta la coppa per la squadra di Kōbe. Cho ha concluso la stagione con due reti su 27 presenze complessive in tutte le competizioni. Il 12 gennaio 2017 è stato annunciato il suo ritorno in patria allo Hyundai Steel Red Angels.
Nel campionato 2017 matura 27 presenze, segnando 3 gol e fornendo 2 assist, contribuendo a far raggiungere alla sua squadra il 1º posto nella stagione regolare e il suo quarto titolo, il quinto consecutivo per la società, di Campione della Corea del Sud, in quell'occasione aprendo le marcature e siglando una doppietta nella finale di ritorno vinta per 3-0 sull'Hwacheon KSPO.

## Palmarès

### Club
- Campionato sudcoreano: 4

Hyundai Red Angels: 2013, 2014, 2015, 2017
- Coppa dell'Imperatrice: 1

INAC Kobe Leonessa: 2016